# Maya Harrisson
 Maya Harrisson (Nova Friburgo, 3 maart 1992) is een Braziliaanse voormalig alpineskiester. Ze nam tweemaal deel aan de Olympische Winterspelen, maar behaalde geen medaille.

## Carrière
Harrisson nam nooit deel aan een wereldbekermanche.
Op de Olympische Winterspelen 2010 in Vancouver nam ze deel aan de slalom en de reuzenslalom. Op de slalom eindigde ze 48e. In 2014 nam ze opnieuw deel aan de OIympische Winterspelen. Op de slalom eindigde ze 39e en op de reuzenslalom 54e.

## Resultaten

### Wereldkampioenschappen
| Jaar | Plaats                 | Resultaten                    |
| ---- | ---------------------- | ----------------------------- |
| 2009 | Val-d'Isère            | 44e Reuzenslalom DNF1 Slalom  |
| 2011 | Garmisch-Partenkirchen | DNF1 Reuzenslalom             |
| 2015 | Vail/Beaver Creek      | DNF1 Reuzenslalom DNF1 Slalom |

### Olympische Spelen
| Jaar | Plaats    | Resultaten                   |
| ---- | --------- | ---------------------------- |
| 2010 | Vancouver | 48e Slalom DNF1 Reuzenslalom |
| 2014 | Sotsji    | 39e Slalom 54e Reuzenslalom  |